# Giordano da Giano
Giordano da Giano (Giano dell'Umbria, 1195 – post 1262) è stato un francescano italiano.

## Biografia
(Giordano da Giano)
Giordano nacque probabilmente a Giano poi Giano dell'Umbria nel 1195 come sarebbe da lui stesso indicato nell'opera che lo ha reso famoso, testo che ha permesso la ricostruzione biografica della sua vita, di quella del santo d'Assisi e dell'ordine dei frati minori dalla fondazione fino agli insediamenti monastici in Germania. 
Giordano aveva sicuramente conosciuto san Francesco, anche se non lo aveva personalmente frequentato, ma aveva ricevuto il permesso di entrare nella “fraternitas” proprio dal santo nel 1220, forse quando era già diacono, probabilmente era diventato diacono prima del 1219 quando il santo compì il suo viaggio in oriente, come testimonia il racconto minuzioso di Giordano. Il frate era a conoscenza della storia dei martiri francescani che erano morti in Marocco e in Ungheria nel 1219.
Il frate è conosciuto per la sua opera “Cronaca” scritta nel 1261 dopo il Capitolo di Halberstadt in Sassonia su invito dei frati presenti perché vi fosse una testimonianza della storia dell'ordine in terra tedesca. Giordano era partito per il nord nel 1221 dopo che san Francesco aveva chiesto una nuova missione verso la Germania dato che la prima, a cui aveva partecipato anche il gianese, aveva avuto un esito fallimentare. La sua storia è la cronaca dei primi frati dell'ordine dei frati minori, che fondò i primi conventi in Germania.
(Chromaca Giordano da Giano)
La figura di Giordano fu studiata da Nikolaus Glassberger il quale ritenne che la cronaca fu scritta dall'amanuense ufficiale di Giordano frate Baldovino di Brandeburgo, anche un poco di sua ispirazione. Giordano doveva quindi essere di “statura pusillus" con la carnagione scura “vir specie niger” e con un carattere benevole e disponibile con un alto senso di ubbidienza che riteneva qualità primaria per raggiungere la santità minoritica.
Fra Giordano non scelse di andare in Germania, anzi aveva più volte dichiarato di aver paura della “furia dei tedeschi”, ma quando fu convocato per il 23 maggio 1221 il capitolo “delle stuoie”, fu delegato il tedesco Cesario da Spira di scegliere un gruppo di frati incaricati per una nuova missione evangelizzatrice, dopo che la prima svoltasi nel 1217-1219 era stata un fallimento, in terra di Germania, fu scelto e non poté rifiutare l'ordine di frate Elia, trovandosi nel gruppo di frati che divennero famosi proprio per le loro opere evangeliche come frate Giovanni da Pian del Carpine e frate Tommaso da Celano e, come indicato da Giordano, dodici frati chierici, il bilingue tedesco Barnaba, il trevigiano Giuseppe,o, l'ungherese Abramo, Simone, il tedesco Corrado, i sacerdoti Pietro da Camerino, Giacomo e Gualtiero e tredici frati laici, compreso il tedesco Benedetto da Soest o lo svevo Enrico. La prima tappa il gruppo la fece a Trento, il 29 settembre festa dell'Arcangelo Michele, venendo ben accolti e a questi si aggiunse Pellegrino personaggio di una buona possibilità economica.

Non fu un viaggio facile, il gruppo proseguì verso Bolzano e Bressanone e attraverso i valichi alpini iniziarono le difficoltà mancando preso i viveri, ma trovando a Matrei accoglienza presso alcuni abitanti.
Ad Augusta furono accolti dal vescovo cittadino che li fece alloggiare nei locali della curia e qui il 16 ottobre si riunirono in capitolo, erano trentuno i frati presenti. Fra Cesario diede ai diversi frati il luogo di destinazione: i predicatori Giovanni da Pian del Carpine e frate Barnaba a Würzburg, e da qui nelle diverse città di Magonza, Worms, Spira, Strasburgo e Colonia. Giordano da Giano con altri due frati Costantino e Abramo, fu inviato a Salisburgo presso l'arcivescovo Eberardo II di Regensberg dopo il primo capitolo tenutosi il 16 ottobre ad Augusta. Il primo capitolo in Germani venne tenuto a Worms, nel 1222, presso la cattedrale, a Giordano non vi poté partecipare. Nella Chronaca Giordano racconta però di un popolo che ben lo accoglieva e dove la religione aveva su quel territorio un ruolo importante, i fedeli si inginocchiavano di fronte a lui e «veneravano perfino le sue orme». Fu frate Cesario a ordinarlo sacerdote il 18 marzo 1223, prima di fare ritorno ad Assini, rimanendo il solo che poteva celebrare alternando la sua presenza nelle città di Worms, Spira e Magonza. Contemporaneamente fu ordinato custode Tommaso da Celano. 
Il suo viaggio in Germania proseguì, nel 1224 si trovava a Magonza con altri frati per cercare nuove sedi conventuali in Turingia, registrata la sua presenza a Erfurt l'11 novembre ospite di un lebbrosario fuori le mura cittadine, con altri frati tra i quali Ermanno da Weissensee, Corrado di Würzburg, suddiacono; frate Arnoldo, chierico, e frati laici. Il primo insediamento nella regione di Turingia si ebbe nel 1225, a Eisenach località dove non fu facile uno stanziamento, e a Erfurt, per sei anni, presso la chiesa di Santo Spirito già occupata dalle suore dell'ordine agostiniano. Giordano prese parte al capitolo di Magonza dopo la morte di san Francesco il 2 febbraio 1227, dove era stato nominato guardiano.
Nel 1230 Giordano fece ritorno in Italia dove gli furono affidare le reliquie del santo d'Assisi da Tommaso da Celano da portare ai frati di Eisenach. La sua cronaca prosegue poi con una storia di insediamenti monastici forse autografa, importante la sua obbedienza rispetto all'ordine che durò per tutta la sua vita, non si conosce la data di morte che è sicuramente successiva al 1262 quando iniziò a scrive la sua biografia e degli insediamenti monastici in Germania dall'ordine dei frati minori, secondo quanto la sua memoria riusciva a raccontare.

## Opere
(Heinrich Boehmer-1904)
- Chronica 1262, scritto a  Halbertstadt, in Sassonia, dopo il  "Capitolo provinciale dell'ordine minoritico".[5][2]